# 第八个嫌疑人
《第八个嫌疑人》（英語：Dust to Dust）是一部中国大陆和香港合拍犯罪片，以1995年番禺抢劫运钞车案为故事蓝本。该片由李子俊执导，董成鹏、林家栋领衔主演，张颂文、齐溪、孙阳主演。该片于2019年6月9日开机，同年8月3日在昆明正式杀青。2023年9月9日在中国大陆上映。

## 劇情
1995年，广东清源市的建筑公司老板陈信文（董成鹏饰）因筹建归龙大桥项目的资金，伙同六人在东禺市抢走了一辆装有1500万现金的运钞车，铤而走险后，五名同伙在广西桐州被抓获，陈信文带着堂弟陈欣年（孙阳饰）销声匿迹。以王守月（林家栋饰）与何蓝（张颂文饰）为首的公安干警随即展开追查，但遍寻踪迹依旧对嫌疑人苦寻无果。
2016年，已退休的王守月对这起21年前的案件仍耿耿于怀，但其无意中在一桩火灾的电视新闻播报再次发现嫌疑人的身影，王守月只身前往云南瑞龙调查，发现隐姓埋名的陈信文与妻子杨芳（齐溪饰）安稳生活多年并育有一女。随着陈信文被掩埋的罪行被缓缓揭开，这一案件也迎来了结局。

## 演員
| 演員   | 角色          | 介紹                                                                                          |
| ------ | ------------- | --------------------------------------------------------------------------------------------- |
| 董成鹏 | 陈信文/莫志强 | 辉煌建筑有限公司总经理。劫钞案主谋，后化名为莫志强，在云南瑞龙结婚生女。原型为陈恂敏/陈海强。 |
| 林家栋 | 王守月        | 公安干警，由广城借调至清源市工作。                                                            |
| 张颂文 | 何蓝          | 公安干警，王守月好友，在清源市公安局工作。                                                    |
| 齐溪   | 杨芳          | 莫志强（陈信文）的妻子，在云南瑞龙经营瓷砖生意，育有一女。                                    |
| 孫陽   | 陈欣年        | 陈信文的堂弟，参与了抢劫押钞车的行动，并在行动后和陈信文一同销声匿迹。原型为陈恩年。          |
| 衣雲鶴 | 何偉          | 參與劫鈔案同夥之一。原型為何偉光。                                                            |
| 邵勝杰 | 何永申        | 參與劫鈔案同夥之一，槍枝提供者。原型為何永新。                                                |
| 王梓塵 | 袁長永        | 參與劫鈔案同夥之一。原型為袁長榮。                                                            |
| 王建兵 | 萬兆全        | 參與劫鈔案同夥之一。原型為吳兆全。                                                            |
| 徐錦明 | 林東海        | 參與劫鈔案同夥之一。原型為何冬海。                                                            |
| 孫力民 | 陳父          | 陳信文之父親。                                                                                |
| 黃悅珈 | 萌萌          | 陳信文之女兒。                                                                                |
| 劉占奎 | 莫志強        | 真正的莫志強。                                                                                |

## 製作與發行
该片于2019年6月9日开机，先后赴广东、云南等地拍摄，并于8月3日在昆明正式杀青。为精确还原案件的真实，该片无论是事发地和嫌犯躲藏地中缅边境均被导演一一记录到了电影里，令电影的写实风格更加明显。由于拍摄期正值盛夏，天气阴晴不定，加上导演李子俊的严苛要求，因此剧组一直加班加点连轴工作，曾经创造了连续拍摄27个小时的纪录。全片在磁带、书籍、配枪等细小道具上都严格把控，费尽心思地找到90年代的原版物件。该片在拍摄前，主创团队亦拿出了《羊城晚报》关于案件的报道作为参考。
2023年5月30日，该片发布入围海报，宣布影片入围第二十五届上海国际电影节金爵奖主竞赛单元。2023年9月9日，该片正式于中国大陆上映。

## 反响
该片于9月8日点映及预售总票房突破1000万元人民币。截至9月10日6时45分，累计票房突破1亿。最终成绩为4.4亿。
| 上一届： 《孤注一掷》 | 2023年中國內地一周票房冠軍 第36-38週 | 下一届： 《坚如磐石》 |

## 奖项
| 年份 | 颁奖典礼                       | 奖项         | 入围者           | 结果 |
| ---- | ------------------------------ | ------------ | ---------------- | ---- |
| 2023 | 第25届上海国际电影节金爵奖     | 最佳男演员   | 董成鹏           | 獲獎 |
| 2024 | 第30屆香港電影評論學會大獎     | 最佳電影     | 《第八個嫌疑人》 | 提名 |
| 2024 | 第30屆香港電影評論學會大獎     | 最佳導演     | 李子俊           | 獲獎 |
| 2024 | 第30屆香港電影評論學會大獎     | 最佳編劇     | 周汶儒           | 提名 |
| 2024 | 第30屆香港電影評論學會大獎     | 最佳男演員   | 大鵬             | 提名 |
| 2024 | 第30屆香港電影評論學會大獎     | 推薦電影     | 《第八個嫌疑人》 | 獲獎 |
| 2024 | 2023年度香港電影導演會年度大獎 | 執委會特別獎 | 《第八個嫌疑人》 | 獲獎 |
| 2024 | 第42屆香港電影金像獎           | 最佳男主角   | 大鵬             | 提名 |
| 2024 | 第42屆香港電影金像獎           | 最佳音響效果 | 張凱彤           | 提名 |
| 2024 | 第42屆香港電影金像獎           | 新晉導演     | 李子俊           | 提名 |

## 外部鏈接
- 豆瓣电影上《第八个嫌疑人》的資料 （简体中文）
- 香港影庫上《第八个嫌疑人》的資料（繁體中文）
- 互联网电影数据库（IMDb）上《第八个嫌疑人》的资料（英文）